# 제5회 서울독립영화제
제5회 서울독립영화제는 1979년 6월 14일에 열린 시상식이다.

## 수상 및 후보

### 최우수작품상
- 한국의 소리 - 최덕신 수상

### KT&G상상마당상
- 천사에게 날개를 - 홍성완 수상
- 또 다른 방 - 이공희 수상

### 기획상
- 거북선 - 이경수 수상

### 촬영상
- 한국의 소리 - 최덕신 수상

### 편집상
- 날아라 작은 새 - 이화여대 시청각교육학과 시네마 일동 수상

### YES24상
- 아초 - 이미숙 수상